# Procampylaspis armata
Procampylaspis armata är en kräftdjursart som beskrevs av Bonnier 1896. Procampylaspis armata ingår i släktet Procampylaspis och familjen Nannastacidae. Inga underarter finns listade i Catalogue of Life.